# Калиново (Калузька область)
Калиново (рос. Калиново) — присілок в Малоярославецькому районі Калузької області Російської Федерації.
Населення становить 0 осіб. Входить до складу муніципального утворення Село Спас-Загор'я.

## Історія
Від 2004 року входить до складу муніципального утворення Село Спас-Загор'я.

## Населення
| 2002 | 2010 |
| ---- | ---- |
| 2    | ↘0   |